# Bezirksamt Schwetzingen

Lage der Bezirksämter in Baden im Jahr 1890

Das Bezirksamt Schwetzingen, zunächst Amt Schwetzingen, war eine von 1803 bis 1924 bestehende Verwaltungseinheit in Norden des Landes Baden mit Sitz in Schwetzingen. Nach mehreren Verwaltungsreformen liegt sein Gebiet zum weit überwiegenden Teil im baden-württembergischen Rhein-Neckar-Kreis.

## Geschichte

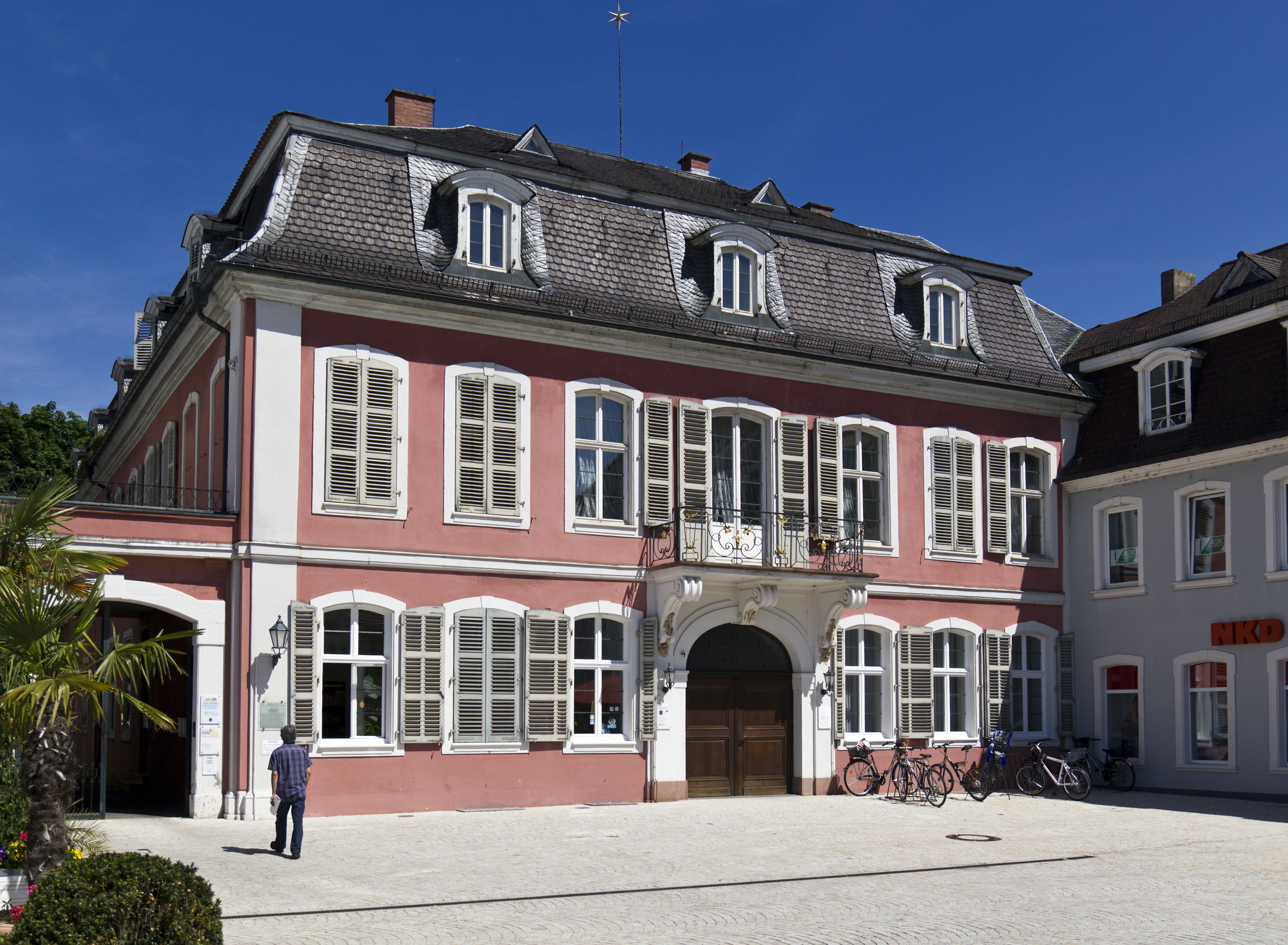
Palais Rabaliatti, Sitz der Verwaltung

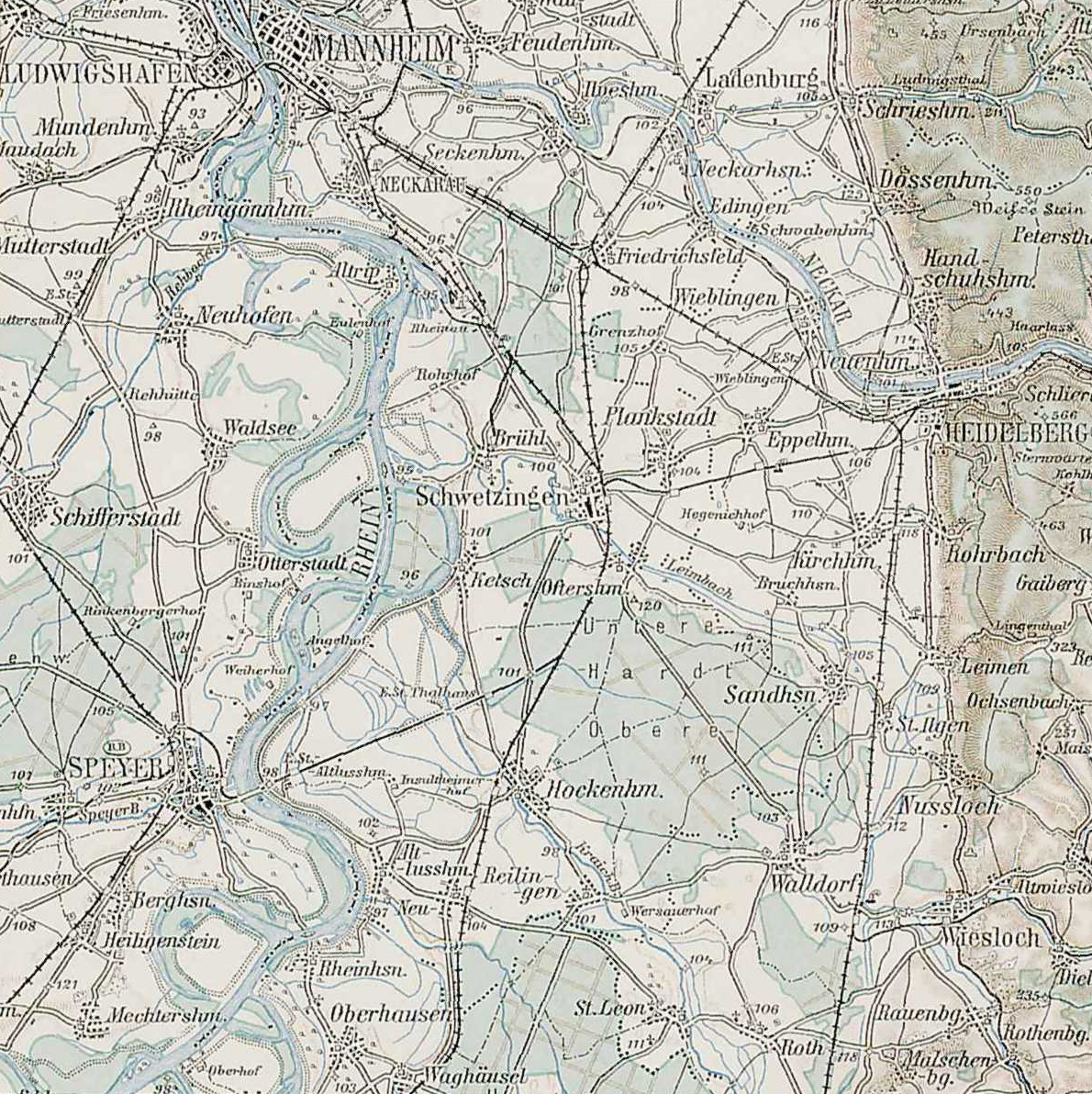
Karte des Gebiets 1907

Das Bezirksamt entstand 1803 aus einem Gebiet, das infolge des Reichsdeputationshauptschlusses an Baden gefallen war. Zehn der elf Ortschaften (Brühl, Edingen, Friedrichsfeld, Hockenheim, Oftersheim, Neckarau, Plankstadt, Reilingen, Seckenheim und Schwetzingen) kamen von der Kurpfalz und hatten zuvor zur Kirchheimer Zent im Oberamt Heidelberg gezählt, nur Ketsch war im Besitz des Hochstifts Speyer gewesen. Nach Umsetzung des Tausch- und Epurationsvertrags von 1806 kamen noch Alt- und Neulußheim von Württemberg dazu. Sitz der Verwaltung war das Palais Rabaliatti in Schwetzingen, erster Amtmann wurde Ludwig Pfister.
Abgesehen vom Flächentausch ganz im Westen, ausgelöst durch die Rheinbegradigung unter Tulla, blieben die Außengrenzen des Bezirks Zeit seines Bestehens weitgehend unverändert, lediglich Neckarau (im Januar 1899 nach Mannheim eingemeindet) und Seckenheim (im Mai 1900 an das Bezirksamt Mannheim) mussten abgetreten werden. 1924 wurde das Bezirksamt Schwetzingen aufgelöst und an das Bezirksamt Mannheim angegliedert. Dieses wurde zum 1. Oktober 1936 um das Bezirksamt Weinheim vergrößert. Unter Abtrennung Mannheims als Stadtkreis entstand am 24. Juni 1939 daraus der Landkreis Mannheim.

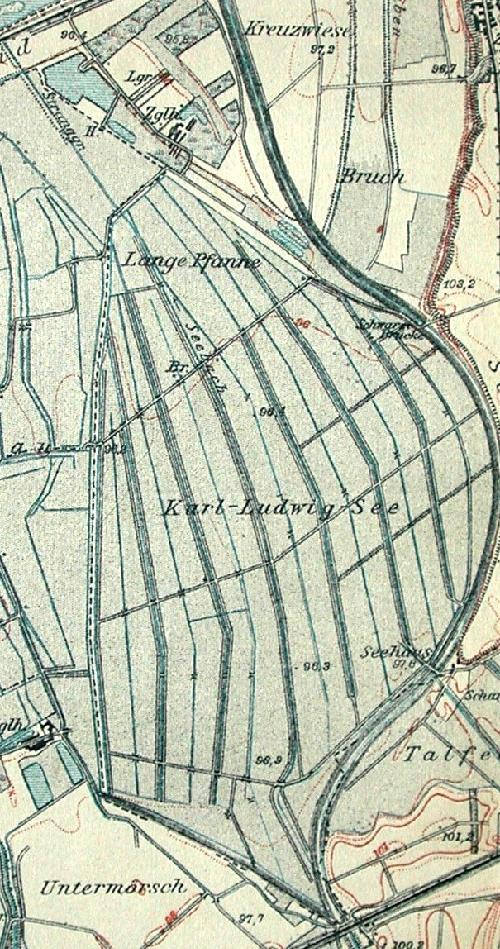
Gemeindefreies Gebiet Karl-Ludwig-See mit Seehaus und Kraichbachschleuse (1898)

Im Bezirk lag eine Reihe kleiner, unbewohnter Gemarkungen, die als gemeindefreies Gebiet keiner der Ortschaften zugerechnet wurden. Sie wurden 1896 aufgelöst: Thalfeld fiel an Hockenheim, Karl-Ludwig-See und sechs der sieben Hardtgemarkungen (Blessenhardt, Brühler Hardt, Grieshardt, Seeäcker, Zehnmorgen, Zentmaiers Hardt) an Ketsch, die Kurze Hardt an Schwetzingen. Die ebenfalls gemeindefreien Gebiete Biblis und Rheinwald sowie die bewohnte Schwetzinger Hardt wurden erst nach Auflösung des Bezirksamts aufgeteilt.

## Einwohner
In der Amtsbeschreibung aus dem Jahre 1804, in der das gute Verkehrswegenetz, die florierende Landwirtschaft sowie der Anbau der im Handel besonders ertragreichen Krapp, Tabak, Raps und Magsamen hervorgehoben werden, wurden für die elf Dörfer und drei besonders genannten Höfe für 1802 von den folgenden Einwohnerzahlen berichtet:
- Brühl 244
- Edingen 448
- Friedrichsfeld 174
- Hockenheim 1.209
- Ketsch 382, mit dem Angelhof und dem Eisingerhof
- Neckarau 957
- Oftersheim 656
- Plankstadt 603
- Reilingen 633, mit dem Schaafhof
- Seckenheim 1.151
- Schwetzingen 1.633

Bis Dezember 1910 hatten sich die Einwohnerzahlen wie folgt entwickelt:
- Altlußheim 2.269
- Brühl 2.896
- Edingen 2.522
- Friedrichsfeld 3.325
- Hockenheim 7.094
- Ketsch 2.943
- Neulußheim 2.033
- Oftersheim 3.078
- Plankstadt 4.315
- Reilingen 2.679
- Schwetzingen 7.876
- Schwetzinger Hardt 28

## Leiter der Verwaltung
Die Leitung der Verwaltung, als Oberamtmann und später Landrat, hatten inne:
- 1803–1808: Ludwig Pfister
- 1808–1810: Franz von Bäumen
- 1810–1819: Johann Itzstein
- 1819–1833: Karl August Vierordt
- 1833–1841: Leopold Haefelin
- 1841–1848: Franz Burkhardt Fauth
- 1848–1855: Anton Dilger
- 1855–1865: Maximilian Waag
- 1865: Moritz Frey
- 1865–1867: Lambert Grosch
- 1867–1874: Karl Richard
- 1874–1880: Friedrich Leutz
- 1880–1883: Heinrich Pfister
- 1883–1894: Gustav Eschborn
- 1894–1900: August Brecht
- 1900–1905: August Wendt
- 1905–1909: Karl Baur
- 1909–1919: Karl Asal
- 1919–1921: Karl Arnsperger
- 1921–1924: Paul Strack

## Übergeordnete Verwaltungseinheiten
Übergeordnete Verwaltungseinheiten, mit Sitz jeweils in Mannheim, waren
- von 1803 bis 1807 die Landvogtei Strahlenberg,
- bis 1809 die Provinz des Unterrheins oder der Badischen Pfalzgrafschaft
- bis 1832 der Neckarkreis
- bis 1864 der Unterrheinkreis
- bis zu seiner Auflösung der Landeskommissärbezirk Mannheim. Ebenfalls ab 1864 gehörten die Gemeinden dem neu gegründeten Kreisverband Mannheim an.